# Carlisle (stacja kolejowa)
Carlisle – stacja kolejowa w Carlisle, w Anglii. Stacja posiada 5 peronów i obsługuje rocznie 1,47 mln pasażerów rocznie.

## Przewoźnicy i połączenia
Przewoźnik administrujący stacją: Virgin Trains.

Połączenia (stacje końcowe):
- Virgin Trains
  - Glasgow
  - Londyn Euston
  - Birmingham
  - Edynburg
  - Crewe
- First TransPennine Express
  - Manchester
  - Edynburg
- Northern Rail
  - Newcastle
  - Barrow-in-Furness
  - Whitehaven
  - Leeds
- First ScotRail
  - Glasgow
  - tylko połączenie nocne: Londyn Euston, Edynburg, Aberdeen, Fort William, Inverness[3]